# Frankland-Group-Nationalpark
Der Frankland-Group-Nationalpark (engl.: Frankland Group National Park) ist ein Nationalpark im Nordosten des australischen Bundesstaates Queensland. Die Frankland Group besteht aus fünf Inseln. Dies sind Russell Island, High Island, Normanby Island, Mabel Island und Round Island.

## Lage
Er liegt 1.353 Kilometer nordwestlich von Brisbane und 45 Kilometer südöstlich von Cairns, 10 Kilometer vor der Küste.
In der Nachbarschaft liegen die Nationalparks Russell River, Grey Peaks, und Fitzroy-Island.

## Geländeformen
Alle Inseln bestehen aus verwittertem Sedimentgestein. Sie sind Teil eines Küstengebirges, das vor 6.000 Jahren vom Meer überschwemmt wurde. Um die Inseln gibt es Korallenriffe mit harten und weichen Korallen.

## Flora und Fauna
Die Felsen sind mit einer guten Mischung aus etwas tropischem Regenwald und Küstenheideland bewachsen. In den Wattgebieten finden sich Mangrovenwälder.
Auf den Inseln nisten viele verschiedene Wasservögel, aber auch Zweifarben-Fruchttauben, andere Fruchttauben, verschiedene Honigfresser und Weißbauch-Schwalbenstar (Artamus leucorynchus).

## Geschichte
Für die örtlichen Aboriginesstämme der Mandingalbi, Yidinji  und Gungandji  hatten die Inseln eine besondere Bedeutung, da sie sich dort versammelten, zusammen fischten und jagten.
Leutnant James Cook gab den Inseln 1770 ihren Namen nach Sir Thomas Frankland, einem Lord der britischen Admiralität und seinem gleichnamigen Neffen. Auf Russell Island entstand 1929 ein Leuchtturm und es wurde zum Commonwealth Island erklärt. Die anderen Inseln wurden 1936 in einen Nationalpark einverleibt, zu dem Russell Island ab 1994 ebenso gehörte.

## Zufahrt und Einrichtungen
Die Inseln sind ausschließlich mit privaten Booten erreichbar.
Zelten im Park ist nur auf Russell Island und auf High Island gestattet. Es gibt aber kaum besonderen Einrichtungen. Auf Normanby Island gibt es einen 1 km langen Rundwanderweg.